# 科洛曼斯貝格山

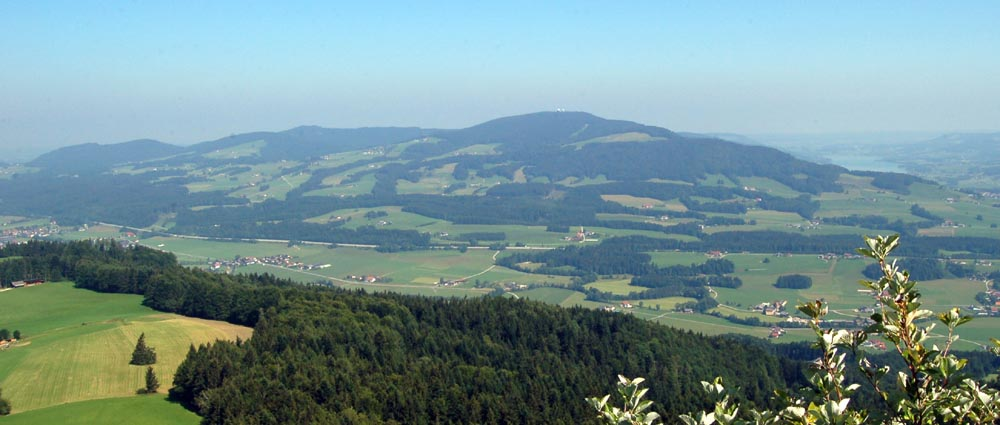

47°52′39″N 13°16′31″E / 47.87738°N 13.27526°E
科洛曼斯貝格山（德語：Kolomansberg），是奧地利的山峰，位於該國中部，處於上奧地利州和薩爾茨堡州接壤的邊界，屬於薩爾茲卡默古特山脈的一部分，海拔高度1,114米。